# Петренко Дмитро Дмитрович
Дмитро́ Дми́трович Петре́нко (нар. 24 травня 1951; м. Прокоп'євськ) — український політик. Заступник Міністра вугільної промисловості України (лютий 2007 - грудень 2007 р.).

## Біографія
Народився Дмитро Дмитрович Петренко 24 травня 1951 рокув місті Прокоп'євськ (Кемеровська область, Росія).
1968 —1973 роки — закінчив Комунарський гірничо-металургійний інститут, гірничого факультету, за спеціальністю — гірничий інженер. В період з 1973 року по 1975 року служив в армії.
Протягом 3-х років з 1975 року був секретарем комітету комсомолу та гірничим майстром на шахті «Перевальська». Згодом до 1982 року був секретарем парткому, трест «Луганськвугілля Буд». З квітня 1982 року по березень 1987 року працював дільничим гірничим нормувальником Чорнухінського шахтобуду. Згодом займав посаду завідувача промислово-транспортного відділу, був 1-м секретарем Перевальського РК КПУ.
У період з грудня 1991 по 1994 роки був інженером з гірничих робіт, а потім начальником виробничого відділу трест «Луганськвугілля Буд». З квітня 1991 року член ЦК КПУ та 1-й секретар Перевальського РК КПУ.

## Родина
- Батько — Дмитро Петрович (1928 р.—1993 р.) майстер-підривник, працював на шахті «Перевальська»;
- Мати — Лідія Семенівна (1927 р. н.) пенсіонерка;
- Дружина — Віра Іванівна (1951 р. н.) економіст;
- Син — Дмитро (1974 р. н.) офіцер ВПС;
- Дочка — Юлія (1978 р. н.).

## Політична діяльність
З березня 1994 р. по квітень 1998 р. народний депутат України 2-го скликання від Перевальського виборчого округу № 255, Луганської області, висуванець від КПУ (Комуністичної партії України). Член Комітету з питань базових галузей та соціально-економічного розвитку регіонів, член фракції комуністів. На час виборів: начальник виробничого відділу тресту «Луганськвугілля Буд».
Народний депутат України 3-го скликання з березня 1998 р. по квітень 2002 р., від виборчого округу № 10, Луганської області. На час виборів: народний депутат України та член КПУ. Голова підкомітету з питань вугільної промисловості Комітету з питань паливо-енергетичного комплексу, ядерної політики та ядерної безпеки (з липня 1998 р.) та член фракції КПУ (з травня 1998 р.)

## Балотування
- У 1994 році балотувався в Верховну Раду України 2-го скликання — був обраним народним депутатом;
- У 1998 році балотувався як мажоритарник під № 107 у Верховну Раду 3-го скликання від КПУ. Округ 107 — не був обраним. Також болотувався по списку, але не був обраним;
- У 2002 році болотувався по списку у Верховну Раду України 4-го скликання від КПУ — не був обраним. Цього ж скликання балотувався як мажоритарник під № 108 від КПУ — не був обраним.